# Parque de la Meditación
Parque de la Meditación es el nombre que recibe el área verde ubicada en el bandejón central de la Avenida Brasil de la ciudad chilena de Chillán, cuyo propósito es rendir homenaje a las víctimas de torturas y ejecuciones con fines políticos durante la dictadura de Augusto Pinochet de la Región de Ñuble.

## Historia

### Antecedentes
Tras el Golpe de Estado en Chile de 1973, se instaura un periodo histórico de Dictadura militar cuyo líder es Augusto Pinochet, que se caracteriza por las constantes violaciones de los derechos humanos. La entonces Provincia de Ñuble no queda ajena a la situación, y los principales recintos relacionados con las Fuerzas Armadas de Chile son convertidos en centro de detención y tortura. Estos recintos corresponden a: Casa de la CNI en Chillán, el Campo Militar de Entrenamiento Fundo Quilmo, el Regimiento de Infantería n.º 9 "Chillán", el cuartel de PDI de Chillán, las cárceles de Bulnes, Chillán, Buen Pastor de Chillán, San Carlos y Yungay y las dependencias administradas por Carabineros de Chile.
El sector en que se ubica el memorial, aunque no es un punto concreto de algún acontecimiento de violación a los derechos humanos, sí se relaciona geográficamente a víctimas de detenidos desaparecidos y ejecuciones políticas. Junto al paso nivel de Avenida Eduardo Parra Sandoval que conecta a Las Cuatro Avenidas con el sector de Ultraestación, fue encontrado el cuerpo sin vida de Gabriel Cortez Luna, quien el 18 de septiembre de 1973 fue detenido por agentes de la Segunda Comisaría de Chillán. También frente al actual memorial, se ubicaba la zapatería de Leopoldo López Rivas, quien fuera detenido el 23 de septiembre de 1973, por agentes de la misma comisaría.

### Memorial

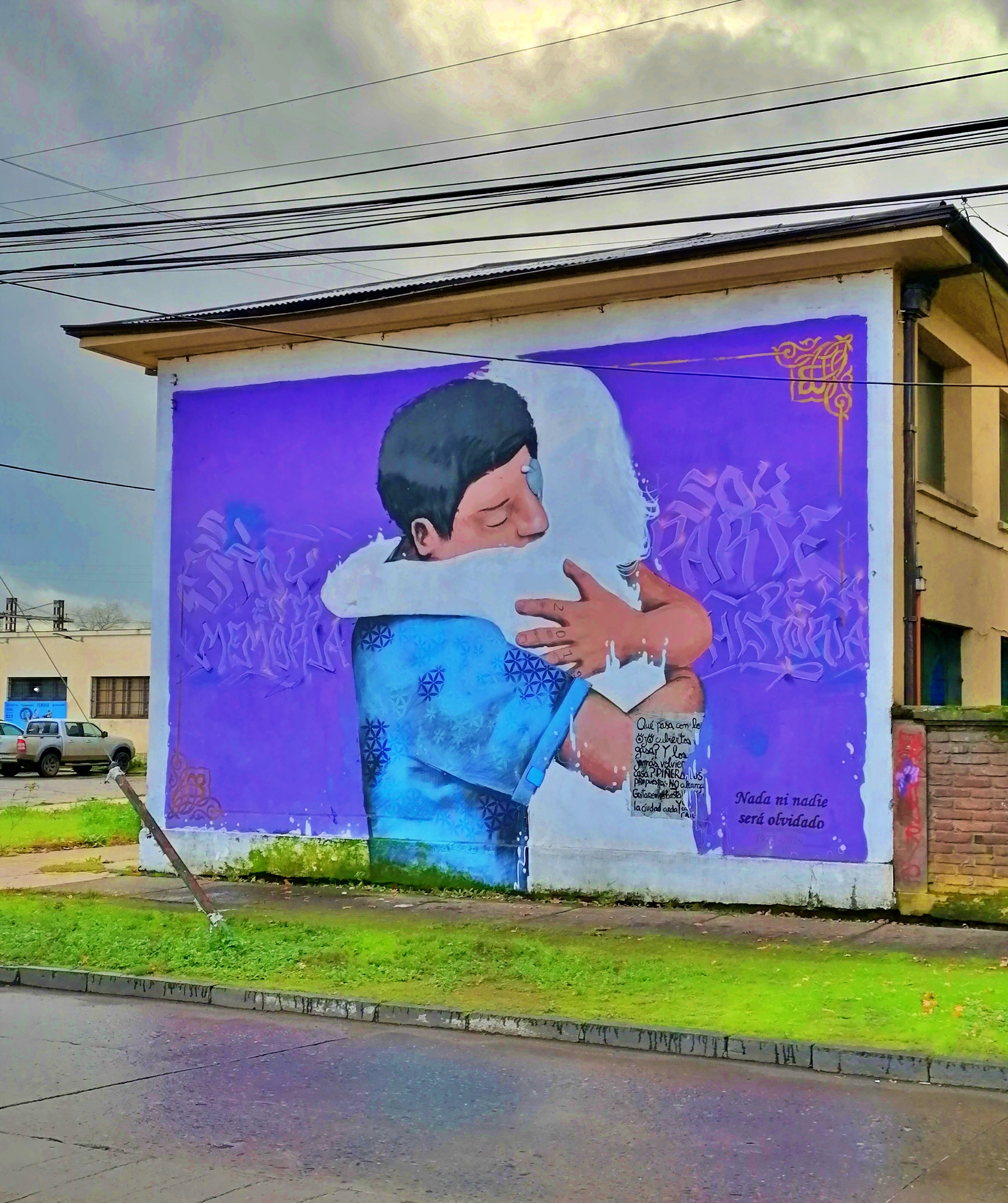
Mural "Abrazo de ausencia", Agrupación Pintarte (2019), ubicado frente al parque y a un costado de la estación

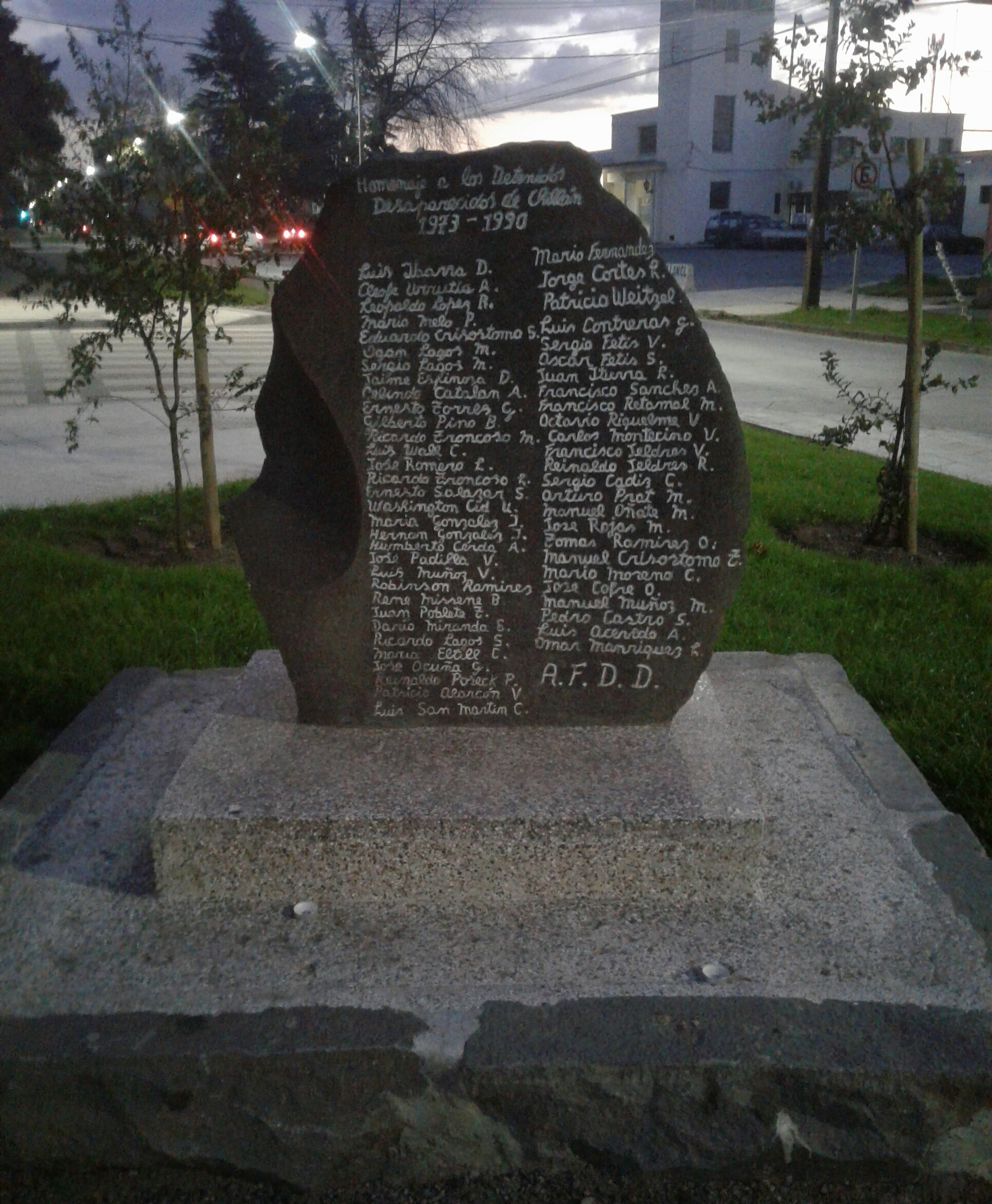
Primer monumento hecho en 1990

La primera inauguración de un monumento en la intersección de las avenidas Libertad y Brasil fue en 1990 y estuvo a cargo de la Agrupación de Familiares de Detenidos Desaparecidos de Ñuble, en donde se alzó un monolito con  los nombres de cincuenta y siete personas consideradas detenidas desaparecidas de la zona. Entre los años 2005 y 2006, arquitectos de la Universidad de Chile remodelan el memorial abarcando el bandejón de la avenida entre Bulnes y Libertad, bajo el mandato de la Comisión Nemesio Antúnez de la Dirección Nacional de Arquitectura del Ministerio del Interior y Seguridad Pública de Chile, siendo inaugurado el 30 de agosto de 2007, esta vez con noventa y cuatro placas con nombres de víctimas de la dictadura, incluyendo a hombres, mujeres y niños, que eran originarios de Ñuble y que habían sido asesinados en otros puntos del país.
Para el año 2017, el lugar permanece cubierto por la instalación de un colector de aguas lluvias, trabajos que perduraron dos meses, sin embargo su acceso al público se concretó en agosto de 2018. En 2019, durante el Estallido social, grupos de extrema derecha vandalizaron el parque y diversos memoriales en la región, como también realizaron rayados en diversas propiedades en contra a víctimas de violaciones de los derechos humanos durante la dictadura militar. Dichas vandalizaciones no fueron repuestas hasta el aniversario 48 del año 2021, durante la alcaldía de Camilo Benavente.